# Muttersprachenprinzip
Als Muttersprachenprinzip wird die Ansicht bezeichnet, dass Sprachmittler (Translatoren) aus einer Fremdsprache (Ausgangssprache) in die jeweilige Muttersprache (Zielsprache) übersetzen oder dolmetschen sollten. Hintergrund ist die Annahme, dass nur in der Muttersprache Texte produziert werden können, die sprachlich, kulturell und textuell unauffällig sind. Weitgehend unumstritten ist die Anwendung des Muttersprachenprinzips in der Übersetzung literarischer und appellativer Texte (Werbung etc.). Für andere Textsorten und Sachgebiete können ggf. andere Faktoren ausschlaggebend für die Übersetzungsqualität sein.
Eine allgemein gültige Aussage über die Richtigkeit des Muttersprachenprinzips scheitert daran, dass einerseits der Begriff „Muttersprache“ nicht klar definiert werden kann, andererseits Übersetzungen und Verdolmetschung vielen verschiedenen Zwecken dienen können, für die entsprechend unterschiedliche Texteigenschaften Priorität haben. (Siehe dazu Translatologie.)
Das Muttersprachenprinzip ist kein Patentrezept für gute Übersetzungen und Verdolmetschungen. Zusätzlich ist in jedem Fall eine hohe Fremdsprachen-, Übersetzungs- und Sachkompetenz erforderlich. Das Muttersprachenprinzip ist sinnvoll, wenn Wert darauf gelegt wird, dass der Zieltext sprachlich besonders anspruchsvoll, ansprechend oder einfach nur unauffällig ist. Wenn es darum geht, inhaltliche Details exakt aus einem schwer verständlichen Ausgangstext zu erfassen, kann es jedoch genauso sinnvoll sein, einen Übersetzer oder Dolmetscher einzusetzen, dessen Muttersprache die Ausgangssprache ist. Auffällig ist zudem, dass das Muttersprachenprinzip vor allem in solchen Ländern als Goldstandard angesehen wird, in denen die Fremdsprachenkompetenz in der Bevölkerung verhältnismäßig gering ist und in denen die Übersetzerausbildung von vorneherein auf die Einhaltung des Prinzips ausgelegt ist. Zu nennen sind hier insbesondere die englischsprachigen Länder. In Ländern hingegen, in denen traditionell eine hohe fremdsprachliche Kompetenz von Übersetzern erwartet wird und in denen spezialisierte und hochwertige Ausbildungsgänge Standard sind, wird dem Muttersprachenprinzip eine geringere Bedeutung beigemessen. Hierzu zählt etwa auch Deutschland. Das Muttersprachenprinzip kann sich somit als selbsterfüllende Prophezeiung erweisen.
Wissenschaftliche Studien zu Qualitätsdifferenzen zwischen Übersetzungen von Muttersprachlern der Zielsprache und Nicht-Muttersprachlern stehen noch aus. Ergebnisse aus kleineren Studien deuten jedoch darauf hin, dass die Qualität von Übersetzungen gut ausgebildeter Übersetzer eher durch deren Fachwissen und Erfahrung als von der Muttersprachlichkeit bestimmt ist.